# Zdzisław Pacholski
Zdzisław Pacholski (ur. w 1947 roku w Osiekach) – polski artysta fotograf, członek ZPAF od 1977 r. Jest autorem wydarzeń artystycznych (m.in. wystaw z cyklu „Rewizja”). Działacz kultury niezależnej w czasie stanu wojennego. Uczestniczył w wielu wystawach w Polsce i na świecie (m.in. Biennale w São Paulo w 1989 roku). Honorowy członek niemieckiego stowarzyszenia twórczego Welbergener Kreis. W 2008 roku został wyróżniony medalem im. Waldemara Kućki przyznawanym wybitnym twórcom polskiej fotografii.

## Wybrane wystawy indywidualne
- 1984 - Dotknąć to uwierzyć, Mała Galeria GTF, Gorzów Wielkopolski
- 1987 - Dotknąć to uwierzyć, Galeria Na Plebanii, Koszalin
- 1994 - Heroizm widzenia, Galeria Moje Archiwum, Koszalin
- 1995 - Heroizm widzenia, Mała Galeria Fotografiki, Toruń
- 2000 - Portret w tle, Galeria Moje Archiwum, Koszalin
- 2009 - Heroizm widzenia, Mała Galeria GTF, Gorzów Wielkopolski
- 2009 - Heroizm widzenia, Galeria Scena, Koszalin
- 2010 - Tutaj - Here - Hier, Galeria Sztuki CKiSE, Białogard
- 2011 - Tutaj - Here - Hier, Foyer im Krankenhaus, Berlin
- 2011 - Tutaj - Here - Hier, Kloster Bentlage, Rheine
- 2011 - Tutaj - Here - Hier, Galeria w Pałacu Wedlów, Kalisz Pomorski
- 2013 - Heroizm widzenia, Galeria Obserwacja, Warszawa
- 2013 - Rekwizyty atrybuty, Muzeum Narodowe, Szczecin
- 2016 - Rekwizyty atrybuty, Galeria Scena, Koszalin

## Wybrane wystawy zbiorowe
- 1977 - Rewizja I, Galeria BWA, Koszalin
- 1979 - Rewizja II, Galeria BWA Koszalin
- 1983 - Fotografie und Druckgrafik, Norderstedt, Altenberge
- 1986 - Postawy, Galeria Wschodnia, Łódź
- 1988 - Galeria Na Plebanii przedstawia, Galeria Na Ostrowie, Wrocław
- 1989 - Poza bromem, BWA, Koszalin
- 1991 - 70 lat polskiej fotoawangardy, Stadtsparkasse, Rheine
- 1991 - 70 lat polskiej fotoawangardy, Galeria BWA Koszalin
- 1992 - 70 lat polskiej fotoawangardy, Galerie Sole 1, Bergkamen
- 1997 - Blue(s) Feelings, DSiA Koszalin
- 1997 - Miejsce, Galeria Moje Archiwum, Koszalin
- 2008 - Prekursorzy współczesności - Nowoczesna sztuka z Koszalina, Zamek Książąt Pomorskich, Szczecin
- 2012 - Ausgelöst, Galerie Münsterland, Emsdetten
- 2013 - Niepoprawna sztuka peryferii. Nowocześni z Koszalina, Bałtycka Galeria Sztuki Współczesnej, Słupsk